# U.S. National Championships 1935
Gli U.S. National Championships 1935 (conosciuti oggi come US Open) sono stati la 54ª edizione degli U.S. National Championships e quarta prova stagionale dello Slam per il 1935. I tornei di singolare si sono disputati al West Side Tennis Club nel quartiere di Forest Hills di New York, quelli di doppio al Longwood Cricket Club di Chestnut Hill, negli Stati Uniti.
Il singolare maschile è stato vinto dallo statunitense Wilmer Allison, che si è imposto sul connazionale Sidney Wood in tre set col punteggio di 6–2, 6–2, 6–3. Il singolare femminile è stato vinto dalla statunitense Helen Jacobs, che ha battuto in finale in tre set la connazionale Sarah Palfrey Cooke. Nel doppio maschile si sono imposti Wilmer Allison e John Van Ryn. Nel doppio femminile hanno trionfato Helen Hull Jacobs e Sarah Palfrey Cooke. Nel doppio misto la vittoria è andata a Sarah Palfrey, in coppia con Enrique Maier.

## Seniors

### Singolare maschile
Wilmer Allison ha battuto in finale  Sidney Wood con il punteggio di 6–2, 6–2, 6–3.

### Singolare femminile
Helen Jacobs ha battuto in finale  Sarah Palfrey Cooke con il punteggio di 6–2, 6–4.

### Doppio maschile
Wilmer Allison /  John Van Ryn hanno battuto in finale  Don Budge /  Gene Mako con il punteggio di 6–2, 6–3, 2–6, 3–6, 6–1.

### Doppio femminile
Helen Hull Jacobs /  Sarah Palfrey Cooke hanno battuto in finale  Carolin Babcock /  Dorothy Andrus con il punteggio di 6–4, 6–2.

### Doppio misto
Sarah Palfrey /  Enrique Maier hanno battuto in finale  Kay Stammers /  Roderich Menzel con il punteggio di 6–4, 4–6, 6–3.